# Karl Rahner

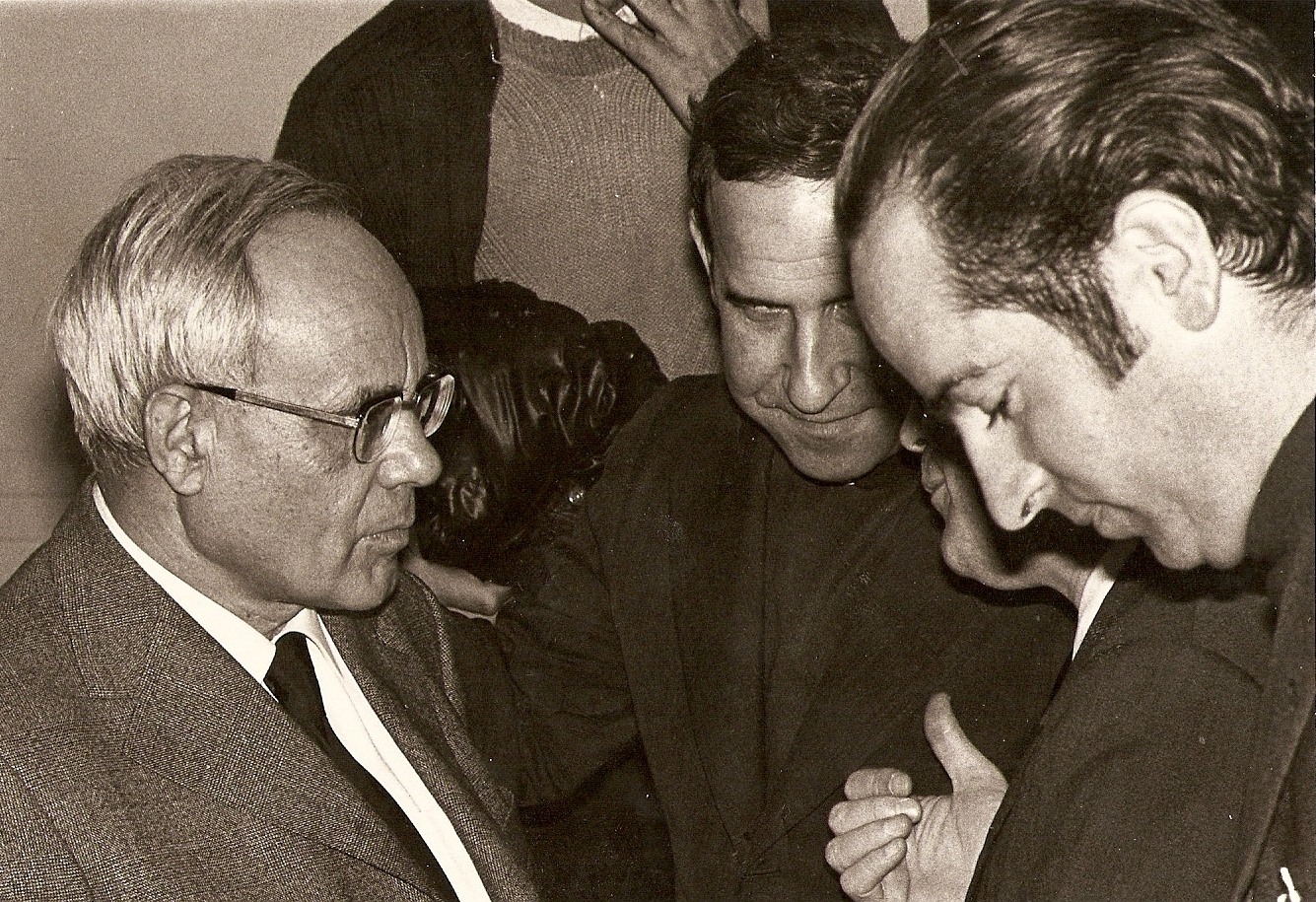
Karl Rahner 1974 im Gespräch (links)

Karl Josef Erich Rahner SJ (* 5. März 1904 in Freiburg im Breisgau; † 30. März 1984 in Innsbruck) war ein deutscher katholischer Theologe. Er lehrte vor allem in Innsbruck und München.
Karl Rahner gilt als Vertreter einer kerygmatischen Theologie und als einer der bedeutendsten Theologen des 20. Jahrhunderts. Er nahm mit seiner Theologie Einfluss auf das Zweite Vatikanische Konzil, an dessen Vorbereitung und Durchführung er als Sachverständiger mitarbeitete.
Beeinflusst von Erich Przywara SJ, den französischen Jesuiten-Philosophen Pierre Rousselot und Joseph Maréchal und angeregt durch sein Studium bei Martin Heidegger, versuchte Rahner eine Synthese der theologischen Tradition mit dem Denken der Moderne. Er entwickelte eine Transzendentaltheologie auf der Grundlage transzendentaler Erfahrung.
Rahner war Mitherausgeber der zweiten Auflage des Lexikons für Theologie und Kirche und wirkte damit auf die gesamte deutschsprachige katholische Theologie ein. Er kritisierte zunehmend Missstände innerhalb der katholischen Kirche, förderte die internationale theologische Kommunikation und trieb den Dialog der Theologie mit den Naturwissenschaften und dem Marxismus voran.

## Leben
Karl Rahner wuchs in einem traditionell katholischen Elternhaus auf. In seiner Jugend stand er der Quickborn-Bewegung sehr nahe, die zur damaligen Zeit stark von Romano Guardini geprägt war. Er war der Bruder von Hugo Rahner SJ und von Elisabeth Rahner. Er hatte eine Beziehung mit Luise Rinser.
Im Jahr 1922 trat Rahner in die Gesellschaft Jesu, den Jesuitenorden, in Tisis ein. Von 1924 bis 1933 studierte er Philosophie und Katholische Theologie an den Ordenshochschulen in Feldkirch, Pullach und Valkenburg.
Auf die lange ordensübliche Ausbildungszeit, während der Rahner 1932 die Priesterweihe erhielt, folgte 1934–1936 ein Promotionsstudium in Freiburg i. Br., das mit einer Promotion bei Martin Honecker beendet werden sollte. Dieser verlangte jedoch eine Überarbeitung der eingereichten Arbeit, die dann 1939 unter dem Titel Geist in Welt veröffentlicht wurde. Die Teilnahme an Heideggers Seminaren während dieser Zeit wurde für Rahner wichtig. Von ihm sagte er später, „daß er zwar viele gute Schulmeister des mündlichen Wortes hatte, aber nur einen, den er als seinen Lehrer verehren kann, eben Martin Heidegger.“ Da Rahner gerade in der Auseinandersetzung mit der Fundamentalontologie Martin Heideggers steht, ist er von Erich Przywara zusammen mit Max Müller und Gustav Siewerth einer „katholischen Heidegger-Schule“ zugeordnet worden.
Rahner wurde nach dem Abbruch seiner philosophischen Promotion in Freiburg von der Ordensleitung zum Dozenten für Theologie bestimmt. Er ging 1936 nach Innsbruck, wo er noch im selben Jahr promoviert wurde und sich 1937 habilitierte. Er wurde Dozent für Dogmatik und begann eine umfangreiche Vorlesungs- und Vortragstätigkeit. Schon 1937 hielt er religionsphilosophisch-fundamentaltheologische Vorlesungen bei den Salzburger Hochschulwochen, die unter dem Titel Hörer des Wortes (1941) publiziert wurden.
Er veröffentlichte seine Freiburger Arbeit Geist in Welt (1939), die umfangreiche Bearbeitung eines französischen Werkes Aszese und Mystik in der Väterzeit (1939), außerdem eine erste Sammlung von Gebeten und Meditationen, die Worte ins Schweigen (1937).
1939 besetzten die Nationalsozialisten in Innsbruck alle den Jesuiten gehörenden Gebäude und belegten die Jesuiten mit einem „Gauverbot“ in Tirol. Rahner ging daher nach Wien, trat dort 1939 seine erste Dozentenstelle an und war dort bis 1944 unter dem Schutz des dortigen Kardinals Theodor Innitzer tätig. In dieser Zeit übernahm er vor allem ordenseigene Aufgaben sowie eine vielseitige Referententätigkeit, u. a. beim Wiener Seelsorgeramt oder als Dogmatikdozent bei den Wiener Theologischen Kursen.
1944/1945 lebte er zeitweise in Niederbayern, wo er in mehreren ländlichen Pfarreien als Seelsorger mitwirkte. Von 1945 bis 1949 lehrte und predigte er in München; als Dozent für Dogmatik hielt er auch Vorlesungen an der Jesuiten-Hochschule in Pullach.
Von 1949 an konnte er an der wieder eröffneten theologischen Fakultät des Canisianums in Innsbruck als ordentlicher Professor für Dogmatik und Dogmengeschichte lehren, wo auch sein Bruder Hugo Rahner wirkte. Es entstanden viele Artikel und Vorträge, die den Grundstock seines theologischen Hauptwerkes bildeten, der Schriften zur Theologie. Er plante und verwirklichte das – mit den Ergänzungsbänden – 14-bändige Lexikon für Theologie und Kirche (2. Aufl.), das 5-bändige Handbuch der Pastoraltheologie, die Reihe Quaestiones disputatae. Seine Sammlung pastoraltheologischer Aufsätze Sendung und Gnade (1959) machte ihn, in europäische Sprachen übersetzt, weltweit bekannt.
Ab 1961 untersuchte er für den Wiener Kardinal König die Vorlagen für das angekündigte Zweite Vatikanische Konzil. Von Papst Johannes XXIII. wurde er, obwohl formell noch unter Zensur durch seine Ordensleitung gestellt, zum Theologen des Konzils ernannt, an dessen Vorbereitung er wesentlichen Anteil hatte. Bedeutend waren seine Beiträge zur Offenbarungslehre und zur Wiedereinführung des ständigen Diakonats.
Im Ökumenischen Arbeitskreis evangelischer und katholischer Theologen (ÖAK) wirkte er als Mitglied über Jahre hinweg mit.
Im Jahr 1964 begann eine Zeit großer öffentlicher Ehrungen; Rahner erhielt das erste von insgesamt 15 Ehrendoktoraten. Seine Vortragsreisen führten ihn in nahezu alle europäischen Länder. Infolge seines Eintretens für den Frieden und für den Dialog unterschiedlicher Weltanschauungen konnte er auch in der Zeit des „Kalten Krieges“ Vorträge in fast allen Ostblockländern halten.
Mehrfach hielt er Vorlesungen in den USA, Kanada und Skandinavien. Aktiv arbeitete er an den Dialogveranstaltungen der Görres-Gesellschaft mit, die das Gespräch der Theologie mit den Naturwissenschaften suchte. Ebenso beteiligte er sich an der Paulus-Gesellschaft, die durch ihren Dialog mit dem Marxismus bekannt wurde.
Ab 1964 hatte Rahner als Nachfolger Romano Guardinis den Lehrstuhl für Christliche Weltanschauung an der Ludwig-Maximilians-Universität München inne. Die dortigen Vorlesungen zur Einführung in den Begriff des Christentums bildeten die Grundlage für das 1976 erschienene zusammenfassend einführende Werk Grundkurs des Glaubens.
Von 1967 bis zur Emeritierung 1971 war er ordentlicher Professor für Dogmatik und Dogmengeschichte an der Westfälischen Wilhelms-Universität Münster. In dieser Zeit wohnte er im Collegium Marianum, einem Wohnheim in der Innenstadt.
Im Jahr 1969 zum Mitglied der neu gegründeten päpstlichen Internationalen Theologenkommission berufen, verließ er diese, da seine Vorstellungen dort nicht durchsetzbar waren.
Zusammen mit Walter Kasper, Joseph Ratzinger, Karl Lehmann und anderen plädierte er im Februar 1970 mit dem Memorandum zur Zölibatsdikussion für eine eindringliche Überprüfung und differenziertere Betrachtung des Zölibatsgesetzes der lateinischen Kirche.
1971 kam er wieder nach München, wo er von der Hochschule für Philosophie zum Honorarprofessor für Grenzfragen von Theologie und Philosophie ernannt wurde. Er arbeitete aktiv an der Synode der westdeutschen Bistümer von 1971 bis 1975 mit, für die er das programmatische Buch Strukturwandel der Kirche als Chance und Aufgabe veröffentlichte.
Rahner befürwortete 1971 die Aufrechterhaltung der Katholischen Deutschen Studenten-Einigung (KDSE), des Zusammenschlusses der gesamten katholischen Studentenschaft in der damaligen Bundesrepublik Deutschland. Mit einem Gegengutachten zusammen mit Johann Baptist Metz trat er Joseph Ratzinger entgegen, der Beauftragter der Deutschen Bischofskonferenz war.
1981 zog er nach Innsbruck um, wo er noch den Grundstock zur Sammlung seiner Manuskripte legte, aus der das jetzige Karl-Rahner-Archiv wurde (seit 2008 in München). 1983 veröffentlichte er zusammen mit dem Münchner Theologen Heinrich Fries das wegweisende Buch Einigung der Kirchen – reale Möglichkeit. Rahner unterstützte Georg Sporschill bei der Gründung eines Jugendhauses der Caritas in Wien, das u. a. drogensüchtigen Jugendlichen Heimat gab. Wenn er in Wien war, wohnte er demonstrativ in diesem Haus, bewunderte die Tätowierungen der jungen Leute oder lud sie zu einem Besuch des Praters ein. 1984 starb Rahner in Innsbruck und wurde in der Krypta der Innsbrucker Jesuitenkirche beigesetzt.
Ab 1995 erschienen Rahners Sämtliche Werke, herausgegeben von Karl Lehmann, Johann Baptist Metz, Karl-Heinz Neufeld SJ bzw. Andreas R. Batlogg SJ, Albert Raffelt und Herbert Vorgrimler, bearbeitet von Josef Heislbetz und Albert Raffelt. Die Reihe wird von der Karl-Rahner-Stiftung im Verlag Herder herausgegeben und wurde 2018 als Gesamtausgabe mit 38 Teilbänden fertiggestellt.

## Auszeichnungen
Karl Rahners vielfältige Tätigkeiten wurden durch zahlreiche offizielle Ehrungen anerkannt. Insgesamt erhielt er 15 Ehrendoktorate. 1965 wurde ihm der Reuchlin-Preis der Stadt Pforzheim verliehen. 1970 erhielt er den Romano-Guardini-Preis sowie das Große Bundesverdienstkreuz mit Stern der Bundesrepublik Deutschland und wurde Mitglied des Ordens Pour le Mérite für Wissenschaft und Künste. 1972 wurde er Ehrenmitglied der American Academy of Arts and Sciences in Boston, 1973 erhielt er den Sigmund-Freud-Preis für wissenschaftliche Prosa der Deutschen Akademie für Sprache und Dichtung, 1979 den „Pere Marquette Discovery Award“ der Marquette University in Milwaukee (nach den Astronauten Neil Armstrong und Michel Collins und vor Mutter Teresa und Desmond Tutu). 1974 wurde er zum korrespondierenden Mitglied der British Academy gewählt. 1979 wurde er mit dem Kulturellen Ehrenpreis der Landeshauptstadt München, 1982 mit dem Dr.-Leopold-Lucas-Preis der Universität Tübingen zur Förderung der Toleranz ausgezeichnet.
Zu seinen „runden“ Geburtstagen seit 1964 erschienen mehrere Festschriften.
Zu seinem 80. Geburtstag 1984 – kurz vor seinem Tod – stiftete die Universität Innsbruck den Karl-Rahner-Preis für theologische Forschung. Ebenfalls 1984 wurde er mit dem Tiroler Landespreis für Wissenschaft ausgezeichnet.

## Bedeutung
Hans Küng bringt die Bedeutung Rahners für die jüngere deutsche Theologengeneration in der Zeit des Konzils vielleicht auf den Punkt, wenn er ihn als „Protagonist der Freiheit in der Theologie“ bezeichnet. Seine 16-bändigen Schriften zur Theologie aus den Jahren 1954 bis 1984 wurden zur Grundlage einer Neuorientierung in der deutschsprachigen katholischen Theologie. Zu seinen Hauptwerken zählen Grundkurs des Glaubens sowie seine Thesen zum Thema Ökumene in der gemeinsam mit Heinrich Fries verfassten Schrift Einigung der Kirchen – reale Möglichkeit von 1983. Verdienste erwarb er sich auch durch die Herausgabe der zweiten Auflage des Lexikons für Theologie und Kirche; er war Mitherausgeber des Lexikons Sacramentum Mundi (1967–1969), der Reihen Quaestiones disputatae (1958–1984) und Theologische Akademie (1965–1975), der Zeitschrift Concilium (1965 ff.), der Internationalen Dialog-Zeitschrift (1968–1984), der Enzyklopädie Christlicher Glaube in moderner Gesellschaft (1980–84), des Handbuchs der Pastoraltheologie (1964–1972).

## Nachwirkung in Institutionen

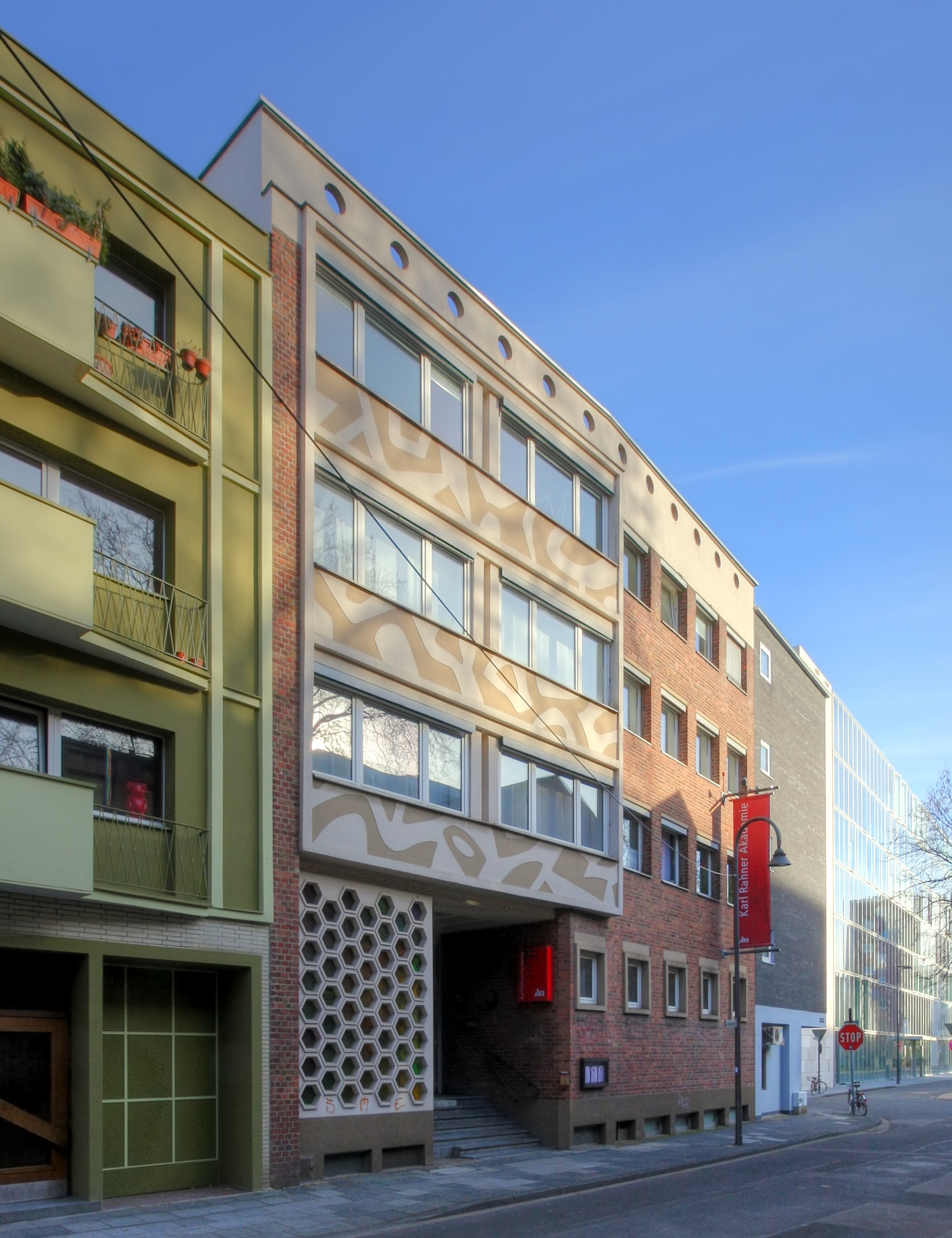
Karl Rahner Akademie Köln

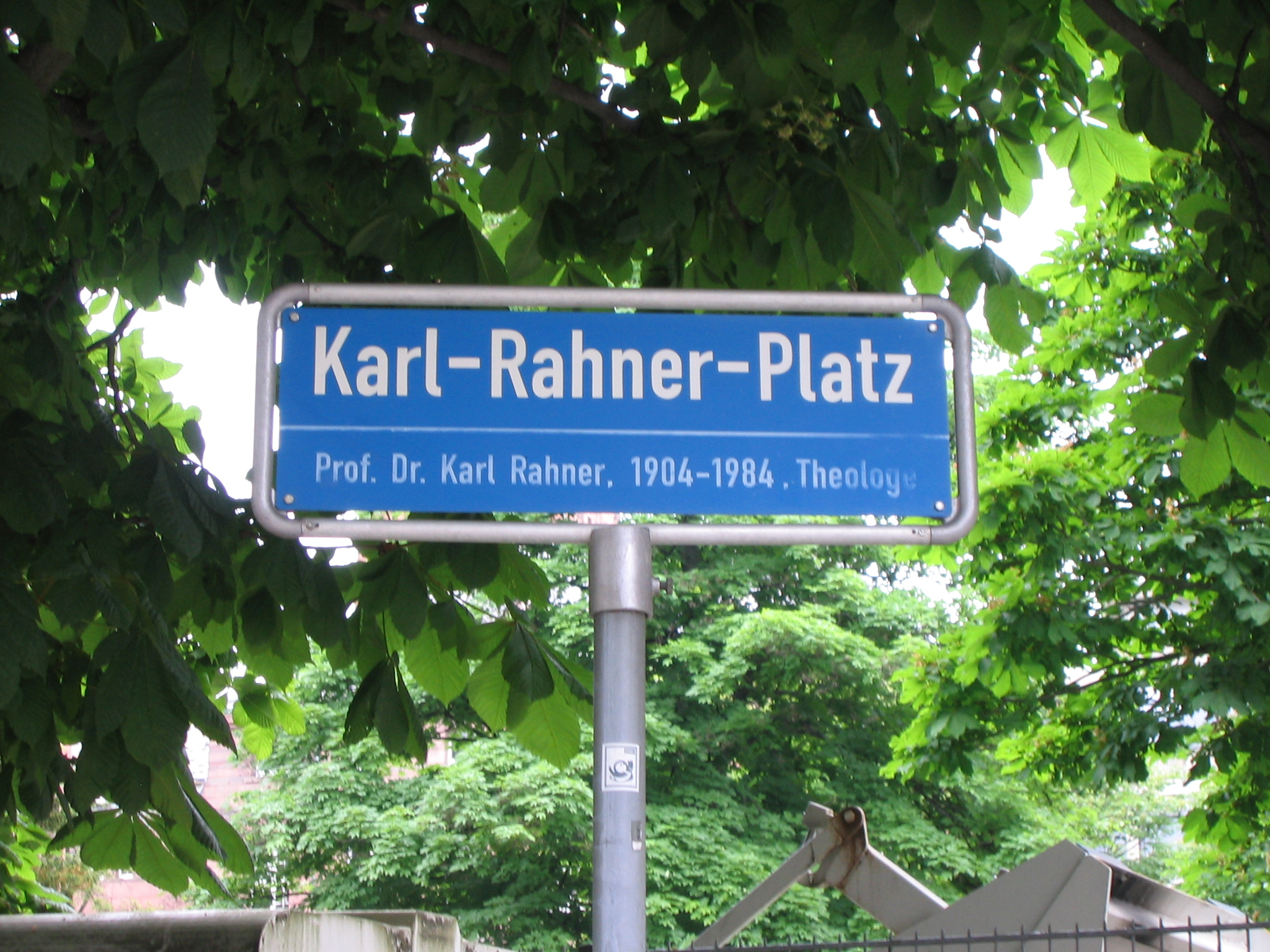
Karl-Rahner-Platz in Freiburg

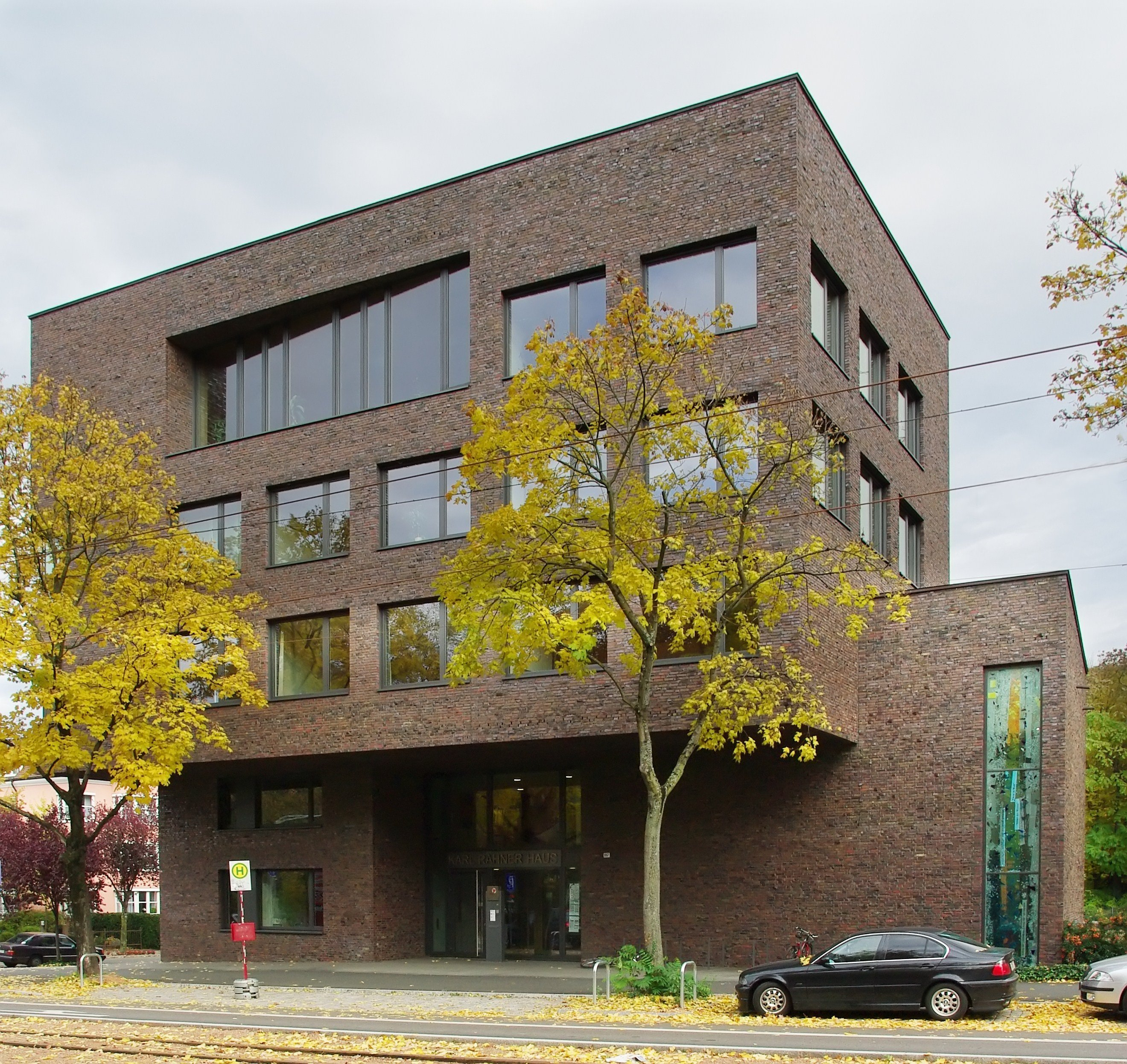
Karl Rahner Haus in Freiburg

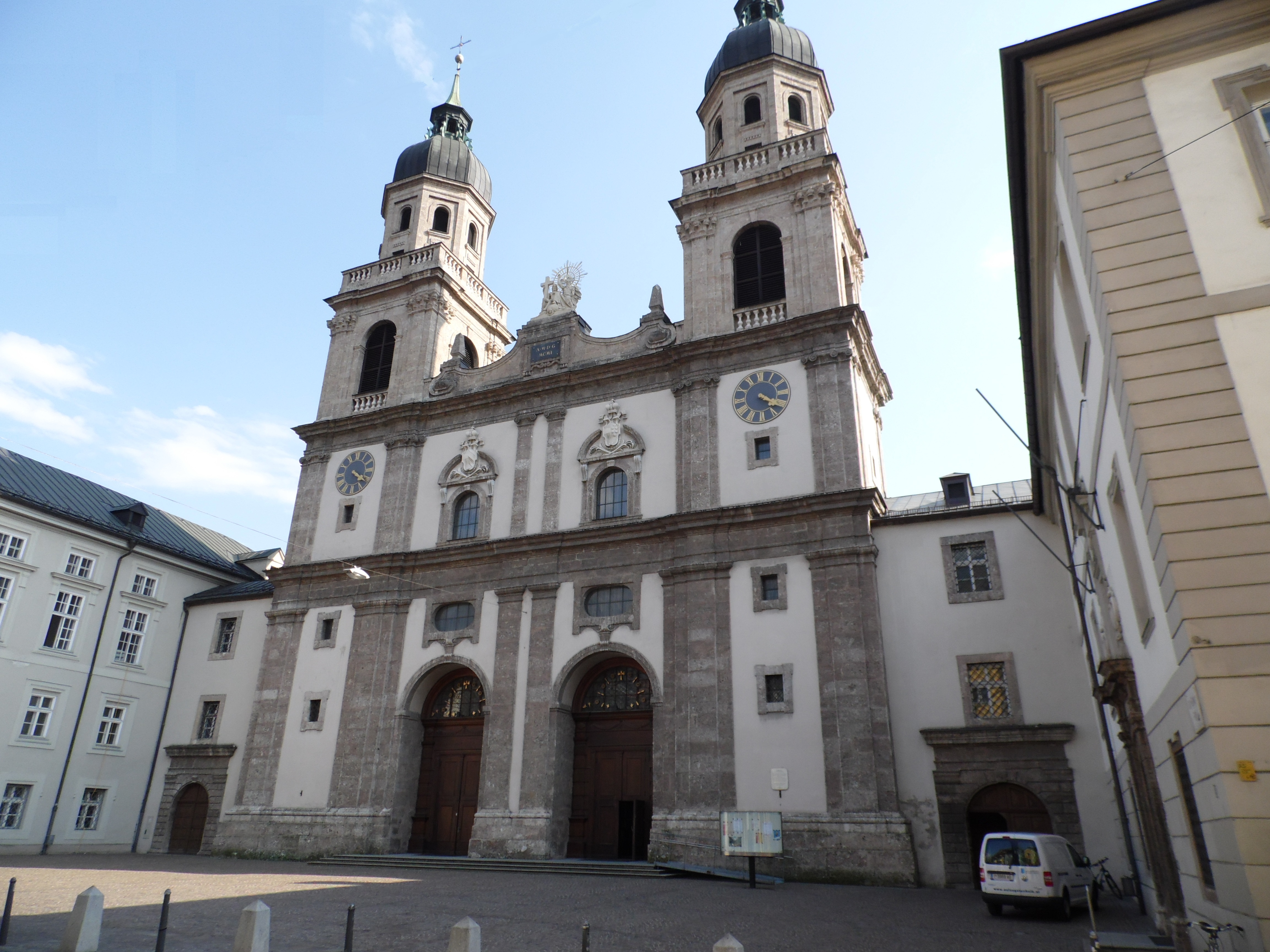
Karl-Rahner-Platz zusammen mit der Jesuitenkirche in Innsbruck

Der Nachlass Karl Rahners wird im Karl-Rahner-Archiv in München verwahrt, das ein Teil des Archivs der deutschen Provinz der Jesuiten ist (ADPSJ) und sich bis 2008 an der Universität Innsbruck befand.
Die Karl-Rahner-Stiftung mit Sitz in München sorgt für die Herausgabe der Gesamtausgabe der Werke Karl Rahners. Die 2004 zum ersten Mal verliehene Karl-Rahner-Plakette der Stiftung erhielt Karl Kardinal Lehmann, als zweiter 2018 Albert Raffelt.
In den Vereinigten Staaten von Amerika existiert eine Karl Rahner Society, die sich regelmäßig zu einem Jahrestreffen versammelt, dessen Beiträge publiziert werden.
Den Namen Karl Rahners tragen die Karl Rahner Akademie in Köln sowie das Karl-Rahner-Haus der Erzdiözese Freiburg (Sitz pastoraler Einrichtungen).
Seit 2009 findet die jährliche Rahner lecture an der Hochschule für Philosophie München statt (seit 2016 alle zwei Jahre), die als Zeitschrift zusammen mit dem Karl-Rahner-Archiv München von der Universitätsbibliothek Freiburg digital publiziert wird.

## Werk

### Einflüsse
Rahners Theologie ist auf der Basis der neuscholastischen jesuitischen Schultheologie entstanden, deren profunder Kenner er war. Wie kein anderer Theologe des 20. Jahrhunderts hat er es verstanden, die Fragestellungen der Schultheologie auf die Probleme der Gegenwart hin durchsichtig zu machen, ihr Potential zu durchdenken und produktiv weiterzuführen.
Wie bei anderen großen Theologen des 20. Jahrhunderts gehörte zu seinem Fundus zweitens eine intensive Lektüre der Kirchenväter, unter anderem des Origenes.
Als dritte Quelle der Rahner’schen Theologie – sachlich mindestens gleichrangig den genannten – ist die Spiritualität seines Ordensvaters Ignatius von Loyola zu nennen, die sich nicht nur in den Ignatius-Interpretationen Rahners und seinen Auslegungen der ignatianischen Exerzitien zeigt.
Viertens ist die Aufnahme des philosophischen Ansatzes des belgischen Jesuiten Joseph Maréchal von Bedeutung, der – beeinflusst durch Maurice Blondel u. a. – die kantsche Fragestellung aufzunehmen und im Rahmen einer thomistisch geprägten Philosophie zu lösen suchte. Rahners Thomas-Interpretation Geist in Welt, in seiner Freiburger Studienzeit im Umkreis Martin Heideggers verfasst, steht hierfür. Hans Urs von Balthasar schrieb dazu 1964 „diese Synthese entsprach zudem ganz dem jesuitischen Genius einer anti-statischen, barocken Dynamik. Mit ihr hat Rahner den weiten Herzensschwung der Kirchenväter nachvollziehen können, bei deren Theologie und Spiritualität er zunächst einsetzt“.
Fünftens kommt Rahners kritischer Blick auf die gesellschaftliche Wirklichkeit hinzu. Obwohl Rahner großes Ansehen für seine theoretisch-spekulative Arbeit genoss, schrieb er doch auch immer wieder über greifbare Gegenstände wie die Bahnhofsmission, die Gefängnisseelsorge oder die Pfarrbücherei. Mehrere Bände zur Pastoraltheologie in den Sämtlichen Werken zeigen diese Ausrichtung ebenso wie später sein Engagement in der Synode der Bistümer in der Bundesrepublik Deutschland, deren Beschlüsse und Positionen päpstlicherseits überwiegend keine Billigung fanden.

### Charakteristika der Theologie
Im Mittelpunkt von Karl Rahners Werk steht die Theologie der Gnade. Gnade ist im Ursprung nicht „geschaffene Gnade“, sondern Gott in seiner Selbstmitteilung. Die Erfahrung der Gnade ist der Kern des Christentums. Gnade ist nichts Dinghaftes, sondern „eine Bestimmung des geistigen Subjekts, das durch die Gnade in die Unmittelbarkeit zu Gott selbst gelangt. Nur so, indem Gnade vom Subjekt her begriffen wird, wird diese nicht mythologisch oder verdinglicht verstanden. Das ‚objektivste‘ der Heilswirklichkeit, Gott und seine Gnade, erscheint zugleich als das Subjektivste des Menschen“.
Ausgehend von der Selbstmitteilung Gottes ist Rahners Theologie von den ersten Arbeiten an trinitätstheologisch ausgerichtet. In Aufnahme der damals neusten protestantischen Exegese erarbeitet er in seinem Aufsatz Theos im Neuen Testament in der Zeit des Zweiten Weltkriegs das exegetische Fundament. Seine gnadentheologische Vorlesung heißt De Gratia Christi (statt einfach De Gratia). Entwickelt wird die Trinitätslehre von dem Axiom der Identität der ökonomischen (heilsgeschichtlichen) und der immanenten Trinität aus, also von der Selbstmitteilung Gottes in Schöpfung, Geist und Geschichte als Aussage über die Wirklichkeit des dreifaltigen Gottes selbst.
Rahners Ansatz steht mit der Frage nach dem Adressaten dieser Selbstmitteilung bzw. nach den im Subjekt vorausgesetzten Bedingungen der Möglichkeit des Verstehens der christlichen Offenbarung für eine „anthropologische Wende“ in der (katholischen) Theologie. Die transzendentale Frage wird aber der Theologie nicht aufgesetzt, sondern ist von ihr selbst aus mit Notwendigkeit zu stellen. In allen Stadien seines Denkens interpretiert Rahner die Glaubenslehre des Christentums aus dieser Perspektive. Die Frage vom Menschen aus bedeutet demnach auch keine thematische „Anthropozentrik“, da sie zunächst eine formale Fragestellung ist und Rahner andererseits das Menschsein als auf die Wirklichkeit Gottes angewiesen begreift.
Die Fülle der Einzelthemen im Rahnerschen Werk gewinnt von hier aus Struktur. Der Ausgangspunkt bei der Gnadenlehre – werkgeschichtlich durch seine Lehraufgaben bestimmt – führt zur Frage nach dem allgemeinen Heilswillen Gottes (vgl. 1 Tim 2,4 ). Die Interpretation der Enzyklika Mystici Corporis Pius XII. fragt nach der Heilsmöglichkeit außerhalb des (konfessionellen) Christentums und der verengten Fixierung hierauf. Die – wiederum von der Lehrtätigkeit bestimmte – intensive Beschäftigung mit dem Bußsakrament und seiner personalen und kirchlichen Komponente (Sämtliche Werke, Bd. 6 und zur Bußgeschichte Bd. 11) sind hier einzuordnen. Ihn interessiert „Der Christ und seine ungläubigen Verwandten“ ebenso wie die Frage nach dem Heil des vorgeschichtlichen Menschen. Das Reizwort „anonymer Christ“ formuliert die Fragestellung plakativ, verdeckt aber bei oberflächlicher Sicht die Frage nach der konkreten Weise des personalen Heilsvollzugs und seiner inkarnatorischen Komponente. Die Fülle der auch gesellschafts- und kirchenkritischen Applikationen sollten immer auf dem Hintergrund transzendentaler Erfahrung der Gnade, der Nähe Gottes in seiner Selbstmitteilung gelesen werden, die alle ideologischen Vereinnahmungen unmöglich macht. In dieser „mystischen“ Seite sieht Rahner die Zukunft des Christentums. Sie lässt ihn auch für eine mutige, offen auf die „Welt“ zugehende Kirche plädieren („Tutiorismus des Wagnisses“), die sich ihrer Diaspora-Situation der pluralistischen Gesellschaft bewusst ist.
Eine Zusammenfassung seiner transzendentaltheologischen Überlegungen auf engstem Raum bieten die sogenannten Kurzformeln des Glaubens.

### Rezeption und Kritik
In kritischer Absicht gegenüber Rahner schreibt dazu u. a. Vincent Berning in einem Beitrag über dessen vorgesehenen philosophischen Doktorvater, Martin Honecker: Rahners philosophische Dissertation Geist in Welt von 1939 (erschienen in Innsbruck) sei der von Joseph Maréchal beeinflusste Versuch, den erkenntnistheoretischen Ansatz Immanuel Kants (beim Subjekt) innerhalb der Erkenntnismetaphysik des Thomas von Aquin nachzuvollziehen. Rahner wollte mit diesem Werk eigentlich schon 1937 bei Martin Honecker in Freiburg promovieren, der jedoch eine Überarbeitung der Dissertation forderte (was der inzwischen bereits in Theologie promovierte Rahner, der vor Beginn einer theologischen Dozententätigkeit stand, ablehnte).
Weitere Kritik erfuhr dieser moderne Ansatz, vor allem wegen Maréchals (und Rahners) selbstständiger Interpretation des Thomas von Aquin, gesehen durch die transzendentalphilosophische Erkenntnistheorie Kants, etwa bei Hans Urs von Balthasar, Dietrich von Hildebrand, Bernhard Lakebrink und Walter Hoeres. Allerdings ist man unter Theologen inzwischen für die Berechtigung des kantischen Ansatzes empfänglicher geworden.
Gegenüber den zu seiner Zeit vorherrschenden neuscholastischen Positionen, die die Gnade Gottes als durch die Kirche vermittelt behaupteten, hat Karl Rahner in seinem Aufsatz zur Kirchenzugehörigkeit Differenzierungen angebracht, ohne die „Leiblichkeit der Gnade“ (so: Sämtliche Werke 18) in Frage zu stellen. Grundlegend ist Rahners Verständnis der Gnade als Selbstmitteilung Gottes. Sein Konzept eines übernatürlichen Existenzials ist in der neueren transzendental argumentierenden Theologie (Hansjürgen Verweyen, Thomas Pröpper) allerdings umstritten.
Dem Denkweg Karl Rahners wird auch von Gegnern echte Originalität zuerkannt, manche vermissen jedoch eine praktikable „Übersetzung“ seiner spekulativen Erwägungen für das Glaubensleben, andere sehen dagegen gerade die Stärke Rahners darin, dass seine Theologie starke spirituelle Wurzeln hat und immer auch die pastorale Komponente mit im Blick hatte. Der nicht nur von Rahner erarbeitete Heilsoptimismus für das in seiner Terminologie „anonyme Christentum“, wonach auch außerhalb der sichtbaren Kirche stehende Menschen nicht nur ausnahmsweise Teilhabe an der heilsmäßigen Gnade zukomme, stieß zwar in Vergangenheit und Gegenwart, der komplexen Begrifflichkeit wegen, auch immer wieder auf Bedenken (H. U. von Balthasar, J. Ratzinger, J. B. Metz u. a.). Die gemeinte Sache selbst – die Heilsmöglichkeit außerhalb des Christentums – ist aber dem Prinzip nach in die Konzilsbeschlüsse eingeflossen und wird im Sinne des II. Vatikanum auch von Joseph Ratzinger wie Hans Urs von Balthasar vertreten, worauf auch schon Rahner selbst hingewiesen hat.
Hans Küng konstatierte bei der Theologie Rahners methodologisch einen „Mangel an konsequent-historischem Denken“ und „an historisch-kritischer Exegese“. Er beschäftigte sich allerdings nicht mit Rahners historischen dogmengeschichtlichen Studien, sondern beharrte auf seinem, in den 1950er Jahren „erkämpften“ Geschichtsbild.
Auf Karl Rahners Auffassung der Jungfrauengeburt als legendären Midrasch, der nicht biologisch, sondern theologisch zu verstehen sei, bezog sich Uta Ranke-Heinemann in der letzten und entscheidenden Diskussion um den Verlust ihres Lehrstuhls in der Fernsehsendung „West 3 – Magazin, Thema: Jungfrauengeburt“, am 13. Juni 1987. Der Dominikanerpater Willehad Paul Eckert OP (1926–2005) entgegnete: „Was Rahner sagt, ist falsch.“ Am 15. Juni 1987 verlor Uta Ranke-Heinemann ihren Lehrstuhl für Neues Testament und Alte Kirchengeschichte an der Universität Essen wegen ihres beharrlichen Zweifels an der Jungfrauengeburt. Sie bezeichnet Karl Rahner als den Theologen, der (neben Rudolf Bultmann) den größten Einfluss auf sie hatte. Beide standen über Jahrzehnte miteinander in Kontakt. Rahner hatte 1962 ein Vorwort zu ihrem Buch über den Protestantismus geschrieben und war 1969 der Hauptgutachter bei ihrer Habilitation in katholischer Theologie gewesen, der weltweit ersten Habilitation für eine Frau in diesem Fach.
Der Hinweis auf kritische Anfragen – die sich leicht erweitern ließen – darf im Übrigen nicht die Tatsache der weiten Rezeption der Theologie Rahners verdecken, die zum Teil auf seiner Anbindung an die Schultheologie beruht. Durch diese Rückbindung war seine Theologie in verschiedenen Milieus weltweit in der katholischen Kirche verständlich. Alles in allem zeigt die immer noch lebendige Auseinandersetzung mit Rahners Werk den Rang seines theologischen Entwurfs. Bei allen beginnenden oder wieder aufflammenden Diskussionen dürfte die Rezeptionsgeschichte seines Werkes ebenso wie die der Texte des Vatikanum II jedoch erst am Anfang stehen. Selbst stets suchender Grenzgänger, ist Karl Rahner in seinen Werken sowohl für eine mehr konservativ-dogmatische als auch für eine modern-existenzielle Deutung offen. Unzweideutig zuwider war ihm theologische Selbstgenügsamkeit jedweder Färbung.
Kardinal Lehmann schreibt, dass „Karl Rahner heute schon so etwas wie ein klassischer Theologe“ ist, „und sein Werk voll von immer wieder überraschender Explosivkraft des zündenden Gedankens und von einer einzigartigen Geistes-Gegenwart“ ist.
Der Baptist Franz Graf-Stuhlhofer sieht bei Rahners Argumentieren „ein großes Vertrauen auf den menschlichen Verstand“, was ihn „an den Rationalismus erinnert“.

## Schriften (Auswahl)

### Monographien
- Worte ins Schweigen. (1938)
- Geist in Welt. (1939)
- Aszese und Mystik in der Väterzeit. Zusammen mit Marcel Viller (1939)
- Hörer des Wortes. Zur Grundlegung einer Religionsphilosophie. (1941)
- Schriften zur Theologie. 16 Bände (1954–84)
- Über die Schriftinspiration. (1958)
- Das Dynamische in der Kirche. (1958)
- Visionen und Prophezeiungen. Unter Mitarbeit von P. Theodor Baumann SJ. ergänzte 2. Aufl. (1958)
- Zur Theologie des Todes. (1958)
- Sendung und Gnade. (1959)
- Kirche und Sakramente. (1961)
- Episkopat und Primat. Zusammen mit Joseph Ratzinger (1961)
- Das Problem der Hominisation. Zusammen mit Paul Overhage (1961)
- Diaconia in Christo.  Hrsg. zusammen mit Herbert Vorgrimler (1962)
- Offenbarung und Überlieferung. Zusammen mit Joseph Ratzinger (1965)
- Die vielen Messen und das eine Opfer. Zusammen mit Angelus Häussling. 2., überarb. u. erw. Aufl. (1966)
- Memorandum zur Zölibatsdiskussion. Zusammen mit u. a. Walter Kasper, Karl Lehmann, Joseph Ratzinger, Rudolf Schnackenburg. 9. Februar 1970[45]
- Zur Reform des Theologiestudiums. (1969)
- Zum Problem Unfehlbarkeit. Antworten auf die Anfrage von Hans Küng. Hrsg. (1971)
- Strukturwandel der Kirche als Aufgabe und Chance. (1972)
- Christologie – systematisch und exegetisch. Zusammen mit Wilhelm Thüsing (1972)
- Die siebenfältige Gabe: über die Sakramente der Kirche. (1974)
- Vorfragen zu einem ökumenischen Amtsverständnis. (1974)
- Grundkurs des Glaubens. (1976)
- Einigung der Kirchen – reale Möglichkeit. Zusammen mit Heinrich Fries (1983)
- Handbuch der Pastoraltheologie. 5 Bände, als Mitherausgeber (1964–1972)
- Was ist Häresie? (1961)
- Sacramentum mundi. 4 Bände, als Mitherausgeber (1967–1969)
- Der Glaube der Kirche. Neubearbeitung eines Werkes von Josef Neuner und Heinrich Roos (1971)

### Ausgaben

#### Gesamtausgabe
- Karl Rahner: Sämtliche Werke. Hg. von Karl Kardinal Lehmann, Johann Baptist Metz, Karl-H. Neufeld, Albert Raffelt, Herbert Vorgrimler und Andreas R. Batlogg. 1995–2018.[46] Übersicht zur Gesamtausgabe.

1. Periode der Grundlegungen (1922–1949 / Bd. 1–8)
Bd. 1: Frühe spirituelle Texte und Studien. Grundlagen im Orden.
Bd. 2: Geist in Welt. Philosophische Schriften.
Bd. 3: Spiritualität und Theologie der Kirchenväter.
Bd. 4: Hörer des Wortes. Schriften zur Religionsphilosophie und zur Grundlegung der Theologie.
Bd. 5: De Gratia Christi. Schriften zur Gnadenlehre. [2 Bände]
Bd. 6: De paenitentia. Dogmatische Vorlesungen zum Bußsakrament. [2 Bände]
Bd. 7: Der betende Christ. Geistliche Schriften und Studien zur Praxis des Glaubens.
Bd. 8: Der Mensch in der Schöpfung.
2. Periode des Aufbaus (1949–1964 / Bd. 9–18)
Bd. 9: Maria, Mutter des Herrn. Mariologische Studien.
Bd. 10: Kirche in den Herausforderungen der Zeit. Studien zur Ekklesiologie und zur kirchlichen Existenz.
Bd. 11: Mensch und Sünde. Schriften zu Geschichte und Theologie der Buße.
Bd. 12: Menschsein und Menschwerdung Gottes. Studien zur Grundlegung der Dogmatik, zur Christologie, theologischen Anthropologie und Eschatologie.
Bd. 13: Ignatianischer Geist. Schriften zu den Exerzitien und zur Spiritualität des Orgensgründers.
Bd. 14: Christliches Leben. Aufsätze – Betrachtungen – Predigten.
Bd. 15: Verantwortung der Theologie. Im Dialog mit Naturwissenschaften und Gesellschaftstheorie.
Bd. 16: Kirchliche Erneuerung. Studien zur Pastoraltheologie und zur Struktur der Kirche.
Bd. 17: Enzyklopädische Theologie. Die Lexikonbeiträge der Jahre 1956–1973. [2 Bände]
Bd. 18: Leiblichkeit der Gnade. Schriften zur Sakramentenlehre.
3. Periode der Entfaltung (1964–1976 / Bd. 19–26)
Bd. 19: Selbstvollzug der Kirche. Ekklesiologische Grundlegung praktischer Theologie.
Bd. 20: Priesterliche Existenz. Beiträge zum Amt in der Kirche.
Bd. 21: Das Zweite Vatikanum. Beiträge zum Konzil und seiner Interpretation. [2 Bände]
Bd. 22/1: Dogmatik nach dem Konzil. Teilband 1: Grundlegung der Theologie, Gotteslehre und Christologie. [2 Bände]
Bd. 22/2: Dogmatik nach dem Konzil. Teilband 2: Theologische Anthropologie und Eschatologie.
Bd. 23: Glaube im Alltag. Schriften zur Spiritualität und zum christlichen Lebensvollzug.
Bd. 24: Das Konzil in der Ortskirche. Schriften zu Struktur und gesellschaftlichem Auftrag der Kirche. [2 Bände]
Bd. 25: Erneuerung des Ordenslebens. Zeugnis für Kirche und Welt.
Bd. 26: Grundkurs des Glaubens. Studien zum Begriff des Christentums.
4. Periode der Sammlung (1977–1984 / Bd. 27–32)
Bd. 27: Einheit in Vielfalt. Schriften zur ökumenischen Theologie.
Bd. 28: Christentum in Gesellschaft. Schriften zu Kirchenfragen, zur Jugend und zur christlichen Weltgestaltung.
Bd. 29: Geistliche Schriften. Späte Beiträge zur Praxis des Glaubens.
Bd. 30: Anstöße systematischer Theologie. Beiträge zur Fundamentaltheologie und Dogmatik.
Bd. 31: Im Gespräch über Kirche und Gesellschaft. Interviews und Stellungnahmen.
Bd. 32/1: Ergänzungen.
Bd. 32/2: Register.

#### Ausgewählte Werke
- Karl Kardinal Lehmann, Albert Raffelt (Hrsg.): Karl-Rahner-Lesebuch, 2. Aufl. Herder, Freiburg i. Br. 2004, ISBN 3-451-28308-5. Aktualisierte Sonderausgabe 2014, ISBN 978-3-451-33298-2 und Darmstadt, Wiss. Buchgesellschaft 2014, ISBN 978-3-534-26442-1

#### Autobiographisches
- Erinnerungen im Gespräch mit Meinold Krauss. Herder, Freiburg im Br. 1984, ISBN 3-451-08154-7

## Archiv
- Karl-Rahner-Archiv

## Ton- und Filmdokumente
- Proseminarstunde am 16. Juli 1974 in der Albert-Ludwigs-Universität Freiburg i.Br. Onlineressource, Audio
- Erfahrungen eines katholischen Theologen – Rede am 12. Februar 1984 auf der Tagung der Katholischen Akademie der Erzdiözese Freiburg zum 80. Geburtstag Karl Rahners im Auditorium maximum der Universität Onlineressource Video
- Hans-Dieter Mutschler zu Rahners Dialog mit den Naturwissenschaften (55 Minuten Audio)
- Vorträge und Interviews von und mit Karl Rahner im Onlinearchiv der Österreichischen Mediathek
- Vorträge von Karl Rahner im Münsteraner Forum für Theologie und Kirche